# 더 트러스트
《더 트러스트》(영어: The Trust)는 미국에서 제작된 앨릭스 브루어, 벤저민 브루어 감독의 2016년 범죄 스릴러 영화이다. 니컬러스 케이지, 일라이자 우드 등이 출연하였다.

## 출연진
- 니컬러스 케이지
- 일라이자 우드
- 스카이 퍼레라
- 제리 루이스
- 이선 수플리
- 케빈 와이즈먼
- 스티븐 윌리엄스

## 기타 제작진
- 공동 제작: 스테퍼니 폰, 글렌 트로티너
- 라인 제작: 에이미 머피 앤더슨
- 협력 제작: 에디 미캘러프
- 배역: J. C. 캔투, 줄리 골드먼
- 미술: 스콧 쿠지오
- 세트: 맬러리 폴리노
- 의상: 모나 메이